# Cadem
Cadem es una empresa chilena de investigación de mercados y opinión pública fundada en 1974, dirigida por Karen Thal y responsable, entre otros estudios, de la encuesta de contingencia política Plaza Pública, a cargo de Roberto Izikson. En 2012 se fusionó con Iccom, otra empresa del mismo rubro. Para 2017, contaba con 120 trabajadores de planta y cerca de 700 de campo.
Al menos hasta 2017 estaba considerada entre las tres empresas más grandes en el país en investigación de mercados, junto a la empresa francesa Ipsos y la alemana GfK Adimark.

## Historia
Cadem fue fundada a inicios de 1974 por Jorge Steiner, Pier Zaccaría, Luis Alfredo Lagos y María Cristina Moya. Su nombre está inspirado en Idem, consultora de mercado en la que trabajaba Steiner, y que se retiró del país durante el gobierno de Salvador Allende de la Unidad Popular. Steiner fue el primer presidente de la empresa, al menos hasta 2019.
En octubre de 2019 la empresa vivió una renovación de su directorio. En dicho contexto, la gerencia propuso como nuevo presidente del directorio al Gerente General del Grupo Prisma, Matías Claro, con el apoyo del exministro del Trabajo, Ricardo Solari, y del Gerente General de Cisco en Chile, Gabriel Galgaro.

## Administración
La gerencia ejecutiva de Cadem está conformada por las siguientes personas:
- Gerente General: Roberto Izikson
- Gerente de Estudios Cuantitativos: Montserrat Copaja
- Gerente de Estudios Cualitativos: Andrés Costas
- Gerente de Administración y Finanzas: Tomás Correa
- Gerente de Licitaciones: Víctor Solervicens

- Jefa de Comunicaciones: Daniela Aránguiz
- Subgerente Comercial: Catalina Lizana
- Subgerente de Asuntos Públicos: Álvaro León
- Subgerente de Consultoría: Antonio Poveda
- Subgerente de Estudios Cualitativos: Raimundo Camino
- Subgerente Estudios de Marketing y Experiencia: Claudia Orrego
- Subgerente Estudios de Marketing y Experiencia: Andrea Páez

Por su parte, el directorio está conformado por:
- Presidenta: Karen Thal
- Director: Raúl Olivos
- Directora: Fadua Gajardo
- Director: Ricardo Solari
- Director: Manuel Jorquera
- Gabriel Calgaro

## Críticas
La veracidad de los estudios de Cadem han sido puestos en duda de forma masiva y en diversas ocasiones, debido a sus resultados inflados en favor de un espectro político de derecha, a sus problemas metodológicos, y a sus conflictos de interés en la esfera política, que la convierten en un instrumento de agenda política.

### Problemas metodológicos
Cadem utiliza encuestas telefónicas a partir de una base de datos propia de millones de teléfonos móviles. De estos números, para cada medición escogen una muestra aleatoria. Pese a que esto garantiza representatividad estadística en la muestra, no es el caso para toda la población nacional. En efecto, hay muchas personas que no están en la base de datos y por tanto es imposible que formen parte de las encuestas. Tampoco hay transparencia en cuanto a la construcción de la base de datos, su tamaño, cuál es el universo muestral y el tamaño de la muestra, ni cuál es el perfil de estas personas. Adicionalmente, el hecho que las personas puedan rechazar la llamada y elegir no contestar la encuesta, altera su aleatoriedad y la hace menos representativa y probabilística.
Adicionalmente, se han detectado preguntas tendenciosas en algunas encuestas políticas, lo que genera sesgos en los resultados de las respuestas. Algunas preguntas se formulan no como una intención de voto, sino como una manifestación de opinión, lo que puede alterar los resultados.

### Conflictos de interés
Roberto Izikson, Gerente de Asuntos Públicos y Estudios Cuantitativos de Cadem desde noviembre de 2013 (y posteriormente Gerente General de Cadem desde marzo de 2023), fue Jefe de Estudios Públicos de la empresa Adimark, muy activa a través de sus encuestas de opinión y de medición de la aprobación de líderes políticos durante el primer gobierno de Michelle Bachelet (2006-2010) y el primer gobierno de Sebastián Piñera (2010-2014), y en menor medida durante los segundos gobiernos de ambos (Bachelet, 2014-2018 y Piñera, 2018-2022). Izikson fue además colaborador directo de Roberto Méndez, cercano a la derecha política y a la familia Edwards; durante el segundo gobierno de Sebastián Piñera, fue director de Estudios del Ministerio Secretaría General de Gobierno de Chile (marzo de 2010-septiembre de 2013) y asesor tanto de Piñera como del Ministro del Interior, Rodrigo Hinzpeter. Izikson renunció a este cargo en 2013 para integrar el comando presidencial de la candidata derechista Evelyn Matthei, pero dejó estas funciones al poco tiempo, para integrarse a Cadem.
Karen Thal, por su parte, Gerenta General de Cadem desde octubre de 2020, y Presidenta del Directorio desde febrero de 2023, es miembro del directorio de SGA, consultora medioambiental fundada por Jaime Solari, quien a su vez es un defensor del proyecto de la minera Dominga impulsado por la familia Délano. El 31 de marzo de 2021, un estudio de Cadem liderado por Thal le dio al proyecto Dominga un apoyo ciudadano del 60%, dato que de acuerdo a especialistas estaría además errado, pues de acuerdo a la muestra sería de solo un 49,2%.
El 20 de octubre de 2021 el Ministerio Secretaría General de Gobierno (Segegob), liderado por Jaime Bellolio (UDI), contrató por $24 millones de pesos vía trato directo a Cadem para un «estudio estratégico» en medio del período electoral. Esto se suma a otras diez contrataciones previas a la misma empresa en lo que iba de 2021 por un total de $309 millones. De estas once contrataciones, seis fueron del Segegob por un total de $184 millones.